# الصيدلة المسندة بالدليل في الدول النامية
طورت العديد من الدول النامية سياسات وطنية بخصوص الأدوية، وهو مفهوم روجت له منظمة الصحة العالمية بنشاط. على سبيل المثال، سياسة الأدوية الوطنية في إندونيسيا الموضوعة في عام 1983 لها الأهداف التالية:
- ضمان توفير الأدوية وفقًا لاحتياجات السكان.
- تحسين توزيع الأدوية لجعلها في متناول جميع السكان.
- ضمان فعالية السلامة وصلاحية الأدوية المسوقة وجودتها وتعزيز الاستخدام السليم الرشيد والفعال.
- حماية الجمهور من سوء وفرط استخدام الأدوية.
- تطوير الإمكانات الصيدلانية الوطنية باتجاه تحقيق الاكتفاء الذاتي في مجال الأدوية ودعم النمو الاقتصادي الوطني.

لتحقيق هذه الأهداف في إندونيسيا، نُفّذت التغييرات التالية:
- وُضعت قائمة وطنية بالعقاقير الأساسية ونُفّذت في جميع مؤسسات القطاع العام، وتُنقح القائمة بشكل دوري.
- صدر قرار وزاري في عام 1989 يشترط وجود وصفة طبية لكي تُصرف الأدوية في مؤسسات القطاع العام، وأنشئت لجان الصيدلة والمداواة في جميع المستشفيات.
- يتعين على مستشفيات المناطق والمراكز الصحية شراء الأدوية الخاصة بها وفقًا لقائمة الأدوية الأساسية.
- توفر 3 شركات تملكها الحكومة معظمَ الأدوية.
- طُورت نماذج تدريبية لإدارة العقاقير والاستخدام الرشيد للأدوية وعُممت على الموظفين المعنيين.
- دعم المختبر المركزي للأدوية ومختبرات مراقبة الجودة بالمقاطعات.
- طور مستشفى تعليمي رئيس برنامجًا حول الاستخدام الرشيد للأدوية، ووضع كتيبًا وصفات للمشفى وإرشادات بخصوص التشخيص المنطقي وإرشادات للعلاج للاستخدام الرشيد للمضادات الحيوية.
- كانت الأدوية الجنيسة متاحة بسعر مقبول للفئات ذات الدخل المنخفض.

## تشجيع الوصف الرشيد
يعد تشجيع الوصف الرشيد وتطويره من أول التحديات، وقد قامت العديد المبادرات الدولية في هذا المجال. شجعت منظمة الصحة العالمية بنشاط الاستخدام الرشيد للأدوية باعتبارها أحد العناصر الرئيسة في برنامجها لمكافحة المخدرات. في الكتاب دليل الوصف الصحيح، عُرّفت العملية بالنحو التالي:
- تحديد مشكلة المريض.
- تحديد الأهداف العلاجية.
- التحقق ما إذا كان اختيارك الشخصي للعلاج مناسبًا لهذا المريض.
- بدء العلاج.
- إعطاء المعلومات والتعليمات والتحذيرات.
- مراقبة (وقف) العلاج.

ينصب التركيز على تطوير نهج منطقي يسمح للأطباء بتطوير اختياراتهم الشخصية من الأدوية (وصفة شخصية) التي يمكن اعتمادها بشكل منتظم. يسعى البرنامج إلى تعزيز فحص الأدلة فيما يخص الفعالية والأمان المثبتة عبر بيانات التجارب السريرية المنضبطة، وإعطاء الأهمية الكافية لجودة الأدوية المنافسة وتكلفتها واختيارها، ويتم ذلك عن طريق اختيار العنصر الذي فُحص بشكل شامل، وله خصائص حركية دوائية مناسبة وعملية إنتاجه المحلية موثوقة. إضافةً إلى التشجيع على تجنب الأدوية المركبة.
يجب الاعتراض على الاستخدام الروتيني وغير الرشيد للحقن. وجدت إحدى الدراسات التي أجريت في إندونيسيا أن تقريب 50٪ من الرضع والأطفال و75٪ من المرضى الذين تتراوح أعمارهم بين خمس سنوات أو أكثر من الذين يزورون المراكز الصحية الحكومية قد تلقوا حقنة واحدة أو أكثر.  أكثر الحالات التي استخدمت فيها الحقن كانت الأمراض الجلدية والمشاكل العضلية الهيكلية وحالات نقص التغذية. بالإضافة إلى استخدام الحقن على نحو غير سليم، يستخدمها أفراد غير مدربين، من ضمنهم بائعو المخدرات الذين لا فكرة لديهم عن تقنيات التطهير أو العقيم.
من المجموعات الأخرى النشطة في هذا المجال الشبكةُ الدولية للاستخدام الرشيد للأدوية (آي إن آر يو دي) تأسست هذه المنظمة في عام 1989، وقد وُجدت بهدف تعزيز الاستخدام الرشيد للأدوية في البلدان النامية. بالإضافة إلى تقديم برامج ومنشورات تدريبية، تُجري المجموعة أبحاثًا في عدد من الدول الأعضاء، تركز فيها بشكل أساسي على تغيير السلوك؛ بهدف تحسين استخدام الأدوية. واحدة من أكثر المنشورات المفيدة لهذه المجموعة بعنوان إدارة إمدادات العقاقير. ويغطي معظم عمليات توفير الأدوية وهو مبني على الأبحاث والخبرات في العديد من البلدان النامية. هناك عدد من دراسات الحالة الموصوفة، والعديد منها له تطبيق عام لدى الصيادلة العاملين في البلدان النامية.
عند الحديث عن الاستخدام الرشيد للأدوية، لا يمكن تجاهل تأثير الصناعة الدوائية، مع برامج حوافزها العديدة للأطباء والعاملين في الصيدليات الذين يوزعون المشورة أو يقدمونها أو بشجعون استخدام منتجات معينة. سُلط الضوء على هذه القضايا في دراسة عن مندوبي مبيعات المنتجات الصيدلانية (ميدريبس) في مومباي. دارت هذه الدراسة الرصدية حول تفاعل المندوبين الطبيين مع الصيدليات التي تغطي مجموعة من الأحياء يسكنها مزيج واسع من الطبقات الاجتماعية. تشير التقديرات إلى أن هناك ما يقرب 5000 مندوب تجاري في مومباي، تقريبا مندوب واحد لكل أربعة أطباء في المدينة.
تختلف رواتبهم وفقًا لمنظمة التوظيف، تدفع الشركات متعددة الجنسيات أعلى الرواتب. تعمل الغالبية على مبدأ الحوافز المرهون بالأداء. قال أحد المندوبين «هناك الكثير من الشركات والكثير من المنافسة والكثير من الضغط لكي تبيع وتبيع! الطب في الهند هو تقديم الحوافز للأطباء لشراء أدويتك، وتقديم حوافز لنا لبيع المزيد من الأدوية. حتى المريض يريد حافزًا للشراء من هذا المتجر بدلًا عن غيره. توجد خطة في كل مكان، هكذا هي التجارة، وهكذا هو الطب في الهند».
يتوجه كامل النظام نحو كسب الثقة وتحصيل نتائج فيما يخص المبيعات؛ ويتحقق ذلك غالبًا عن طريق الهدايا أو الدعوات لحضور الندوات لإقناع الأطباء بوصف أدوية معينة. مع إطلاق المضادات الحيوية الجديدة المكلفة في جميع أنحاء العالم، زاد الضغط على المبيعات مع عدم إيلاء اهتمام لقوائم الأدوية الأساسية الوطنية أو الوصف الرشيد. لاحظ أحد المندوبين أن أصحاب هذه التجارة لم يكونوا من المهتمين بالأخلاق. لمثل هذه التقارير انعكاس محزن على أجزاء من صناعة المستحضرات الصيدلانية، التي تلعب دورًا مهمًا في تطوير المستوى الصحي للدولة. يُحتمل أن تتحقق هذه المكاسب قصيرة الأمد على حساب تصاعد مشكلات أخرى مثل مقاومة المضادات الحيوية. تتمثل البدائل الوحيدة في ضمان امتلاك مزاولي المهنة على المهارات اللازمة لتقييم النشاطات الترويجية للأدوية أو التحكم بشكل صارم في الأنشطة الترويجية للمستحضرات الصيدلانية.

## مفهوم الأدوية الأساسية
طُور مفهوم قائمة الأدوية الأساسية من تقرير قُدم إلى جمعية الصحة العالمية الثامنة والعشرين في عام 1975، ومثل خطة لتوسيع مجال الأدوية الضرورية للسكان الذين لا تصلهم بشكل جيد بسبب هيكل الإمداد الحالي. كانت الخطة هي تطوير قوائم الأدوية الأساسية بناءً على الاحتياجات الصحية المحلية لكل بلد وتحديثها بشكل دوري مع استشارة الخبراء في الصحة العامة والطب وعلم الأدوية والصيدلة وإدارة العقاقير. طلب القرار رقم 28.66 في الجمعية من المدير العام لمنظمة الصحة العالمية تنفيذ الاقتراح، الذي أدى في وقت لاحق إلى تشكيل قائمة نموذجية أولية للأدوية الأساسية (السلسلة الفنية لمنظمة الصحة العالمية رقم 615، 1977). خضعت هذه القائمة النموذجية لمراجعة منتظمة تقريبًا كل عامين، ونُشرت القائمة رقم 14 الحالية في مارس 2005. ترى منظمة الصحة العالمية أن هذه القائمة النموذجية هي مؤشر الأدوية الأساسية العامة التي تغطي معظم الاحتياجات الشائعة. هناك تأكيد شديد على الحاجة إلى قرارات سياسية وطنية وملكية محلية وعلى التنفيذ. بالإضافة إلى ذلك، ظهرت عدة مبادئ توجيهية لبرامج الأدوية الأساسية.
- يجب أن ينظر إلى قائمة الأدوية الأساسية الأولية على أنها نقطة انطلاق.
- يجب استخدام الأسماء التجارية حيثما أمكن، مع فهرس يشير إلى اسم الشركة المالكة.
- يجب أن يُرفق مع القائمة معلومات موجزة دقيقة عن الأدوية.
- يجب تقييم الجودة، التي تتضمن ثباتية محتوى الدواء والتوافر الحيوي له، بشكل منتظم لإمدادات الأدوية الأساسية.
- يجب اتخاذ قرارات بشأن مستوى الخبرة اللازمة للأدوية. تتيح بعض البلدان للمشافي التعليمية استخدام جميع الأدوية المدرجة في القائمة، ولديها قوائم أصغر لمستشفيات المناطق وقائمة قصيرة جدًا للمراكز الصحية.
- يعتمد النجاح على كفاءة عملية التزويد والتخزين والتوزيع في كل نقطة
- قد يتطلب إقرارُ اختيار منتج معين البحثَ في الوضع المحلي.

## الممارسات الصيدلانية المسندة بالأدلة
على الرغم من أهمية الممارسات الحديثة، ومن ضمنها تطوير الصيدلة السريرية، فإن العديد من القضايا الأساسية في البلدان النامية بحاجة تغيير كبير:
- تُخزن الأدوية معًا في مجموعات دوائية بدلاً من الترتيب الأبجدي حسب النوع.
- غالبًا ما تكون مساحة الثلاجة غير كافية، إضافةً إلى أن الثلاجة وسيلة غير مؤهلة.
- هناك تحديات مختلفة، مثل التأكد من أن النمل الأبيض لا يأكل العبوات ولصاقات التعريف الخارجية وأن التخزين خالٍ من الحشرات الأخرى مثل الفئران.
- يمكن أن تكون عبوات المستوصفات واللصاقات التعريفية لها سيئة للغاية؛ فيغادر المرضى بفهم غير كافٍ أو معدوم لكيفية استخدام الأدوية التي كلفتهم ربما ما كسبوه طوال أسبوع كامل على الأقل.
- غالبًا ما ينفد مخزون الأدوية، لا بضع ساعات فحسب، بل عدة أيام أو حتى أسابيع، خاصة في نهاية السنة المالية.
- نادراً ما توجد بروتوكولات ومعايير تشغيل داخلية.
- حتى عندما يُوظف الصيادلة الخريجون، فغالبًا ليس لديهم مجال للقيام بما هو أكثر من دور بائع، أي ببساطة تقديم الأدوية وجمع المدفوعات. على سبيل المثال، تفتح العديد من صيدليات المشافي في مومباي في الهند 24 ساعة يوميًا لمدة 365 يوم في السنة، ولكن يقتصر عملها فقط على منافذ للبيع بالتجزئة، فتبيع الأدوية للمرضى الخارجيين أو لأقارب المرضى الداخليين الذين يقومون بعد ذلك بتسليم الأدوية إلى طاقم التمريض للإدارة.